# Tadeusz Inglot
Tadeusz Paweł Inglot (ur. 15 stycznia 1949 w Łańcucie) – polski inżynier elektronik.

## Życiorys
Urodził się w 1949 r. w Łańcucie. Jest synem Jana i Julii z d. Ulman. Mieszkał w Albigowej. W 1966 r. ukończył I Liceum Ogólnokształcące im. Henryka Sienkiewicza w Łańcucie i podjął studia na Wydziale Elektroniki Politechniki Wrocławskiej, które ukończył z wyróżnieniem. W latach 1973–1976 był słuchaczem Studium Doktoranckiego w Instytucie Matematyki i Fizyki Teoretycznej Politechniki Wrocławskiej, tytuł doktora nauk matematycznych uzyskując w 1977 r., a jego praca doktorska została wyróżniona nagrodą ministra szkolnictwa wyższego. Stopień doktora habilitowanego nauk matematycznych uzyskał w 2000 r., a w 2009 r. otrzymał tytuł profesora.
W 1971 r. związał się zawodowo z Politechniką Wrocławską. Autor kilkudziesięciu publikacji naukowych.